# Gino Mäder
Gino Mäder   (Flawil, 4 de gener de 1997 - Coira, 16 de juny de 2023) fou un ciclista suís, professional des del 2019. L'últim equip on corregué fou el Bahrain Victorious.
Fill de pares ciclistes, va obtenir els primers resultats en la disciplina del ciclocròs. El 2014 va formar part de la selecció suïssa júnior al campionat d'Europa en carretera i al campionats del món en ruta, on fou quart i onzè respectivament. El mateix any va guanyar la plata en la prova de l'ommnium als campionats d'Europa de pista júnior. El 2015, junt a Robin Froidevaux, Stefan Bissegger i Reto Müller, guanyà una nova plata en la prova de persecució per equips júnior, alhora que establien un nou rècord nacional. A nivell nacional guanyà el campionat nacional de contrarellotge júnior i d'òmnium júnior.
El 2018 va fitxar per l'equip IAM Excelsior. Aquell any guanyà la Ronda de l'Isard, una etapa del Tour d'Alsàcia, dues etapes del Tour de l'Avenir, on fou tercer a la classificació general, i una etapa al Tour de Hainan. Durant aquella temporada també fou segon al campionat nacional de contrarellotge sub-21 i quart al campionat del món sub-21 de carretera.
Aquests resultats van servir perquè fitxés per l'equip sud-africà Dimension Data de cara al 2019. Va començar la temporada al Tour de San Juan, que finalitzà en onzena posició. A la Strade Bianche abandonà i la Volta a Catalunya es va veure obligat a abandonar per culpa d'una caiguda durant la segona etapa on es va trencar el canell esquerre. Va reprendre la competició al Tour de Romandia, però sols va córrer el pròleg en no estar del tot recuperat de la lesió. No va tornar a córrer fins a la Hammer Series i la Volta a Noruega.
El 2020 la temporada es va veure alterada per la pandèmia Covid-19, però a l'octubre disputa la seva primera gran volta, la Volta a Espanya. Escapat a la 17a etapa, sols fou superat per David Gaudu. El 2021 aconseguí guanyar la seva primera etapa en una gran volta, el Giro d'Itàlia, en guanyar escapat la sisena etapa.
El 2023 va morir a l'hospital l'endemà de caure per un barranc durant la Volta a Suïssa.

## Palmarès
- 2015
  -  Campió de Suïssa de contrarellotge júnior
  - Vencedor de 2 etapes al Tour del País de Vaud
- 2018
  - Vencedor d'una etapa a la Ronde de l'Isard
  - Vencedor d'una etapa al Tour d'Alsàcia
  - Vencedor de 2 etapes al Tour de l'Avenir
  - Vencedor d'una etapa al Tour de Hainan
- 2021
  - Vencedor d'una etapa al Giro d'Itàlia
  - Vencedor d'una etapa a la Volta a Suïssa

### Resultats a la Volta a Espanya
- 2020. 20è de la classificació general
- 2021. 5è de la classificació general
- 2022. 20è de la classificació general

### Resultats al Giro d'Itàlia
- 2021. Abandona (12a etapa). Vencedor d'una etapa